# Hesperodiaptomus morelensis
Hesperodiaptomus morelensis is een eenoogkreeftjessoort uit de familie van de Diaptomidae. De wetenschappelijke naam van de soort is voor het eerst geldig gepubliceerd in 2003 door Granados-Ramírez & Suárez-Morales.